# Бабице (подред)
Бабице (Blennioidei) су подред риба из реда . Према неким новијим класификацијама из реда Perciformes је издвојен већи број нових редова, а међу њима су и бабице које су уздигнуте на ранг реда научног имена Blenniiformes, смештеног у кладус Ovalentaria.

## Карактеристике
Представници ове групе живе при дну и ту се неке врсте хране животињама попут морских звезди и јежева, захваљујући својим изузетним зубима. Леђно и анално пераје су им јако издужени, а трбушна, која су испод ждрела су учвршћена са пет жбица. Неке врсте могу да достигну дужину од преко два метра.